# Sansom Park (Teksas)
Sansom Park je grad u američkoj saveznoj državi Teksas. Prema popisu stanovništva iz 2010. u njemu je živjelo 4.686 stanovnika.